# Larry Wright
Larry Glenn Wright (Monroe, 23 novembre 1954) è un ex cestista e allenatore di pallacanestro statunitense.
Alto 185 centimetri, in campo ricopriva il ruolo di playmaker.
È conosciuto con il soprannome di "folletto nero", nomignolo attribuitogli dai giornalisti italiani per il suo essere piccolo e veloce, a tratti immarcabile. In Italia è ricordato soprattutto per avere condotto la Pallacanestro Virtus Roma alla conquista dello scudetto 1982-83 e della Coppa dei Campioni 1984.

## Carriera

### Giocatore

#### In America
Uscito dalla Western High School di Washington, passa nel campionato NCAA con la Grambling State University, in cui rimane fino al 1976, anno in cui viene scelto al draft NBA con il numero 14 dalla squadra dei Washington Bullets.
La sua carriera in NBA dura sei stagioni: dal 1976-77 al 1979-80 ai Washington Bullets, con cui vince un anello nella stagione 1977-78 e arriva in quella dopo di nuovo in finale, e nei due anni successivi ai Detroit Pistons. Complessivamente ha disputato in NBA 343 partite, con una media di 19,9 minuti giocati e di 8,2 punti realizzati.

#### In Italia
Nel 1982 Larry Wright fu ingaggiato in Italia dalla Virtus Roma - all'epoca sponsorizzata Banco di Roma - e già al primo anno contribuì in maniera consistente alla vittoria del campionato 1982-83, il primo (e ad oggi l'unico) mai conquistato dalla compagine capitolina; l'anno seguente diede analogo contributo alla vittoria in Coppa dei Campioni 1983-84, anch'esso traguardo mai raggiunto in precedenza dalla squadra.
Successivamente si trasferì per due stagioni a Udine, e nel 1986 di nuovo a Roma, senza tuttavia i successi di qualche anno prima. In totale disputò nel campionato italiano 149 incontri, con le medie di 38,8 minuti giocati e 25,1 punti realizzati a partita (3 759 punti totali).

## Palmarès

### Giocatore
- Campionato NBA: 1

Washington Bullets: 1978
- Campionato italiano: 1

Virtus Roma: 1982-83
- Coppa dei Campioni: 1

Virtus Roma: 1983-84